# Maurice Gibb
Maurice Gibb, celým jménem Maurice Ernest Gibb CBE (22. prosince 1949, Douglas, Velká Británie – 12. ledna 2003, Miami Beach, USA) byl britský zpěvák, baskytarista a klávesista skupiny Bee Gees, dvojče Robina.